# Маммиллярия Маркса
Маммилля́рия Ма́ркса — кактус из рода Маммиллярия. Вид назван в честь Г. Маркса — исследователя кактусов в Мексике.

## Описание
Шаровидный стебель высотой 6-15 мм, в диаметре 5-12 см, с возрастом приобретает слегка столбчатую форму и начинает давать отростки. Эпидермис — светло или жёлто-зелёный.
Радиальные и центральные колючки трудно различимы; изменчивы в своем количестве, от 4 до 21, тонкие, игольчатые, золотисто-жёлтые до коричневых, длиной 5-8 мм.
Лимонно-жёлтый цветок, в виде широкой воронки, имеет размер 1,5 см.

## Распространение
Произрастает на высоте 400—2000 м, в горном массиве Восточной Сьерра-Мадре, который простирается с севера на юг в Западной Мексике. Встречается в штатах Синалоа и Дуранго.